# Diplectrona rossi
Diplectrona rossi är en nattsländeart som beskrevs av Kimmins in Mosely och Douglas E. Kimmins 1953. Diplectrona rossi ingår i släktet Diplectrona och familjen ryssjenattsländor. Inga underarter finns listade i Catalogue of Life.